# Robert Abela
Robert Abela (Sliema, 7 de diciembre de 1977) es un abogado y político maltés, diputado  del parlamento desde 2017. El 12 de enero de 2020 fue elegido  líder del Partido Laborista  y  primer ministro de Malta reemplazando a Joseph Muscat obligado a dimitir después de que su jefe de gabinete Keith Schembri fuera acusado de ser el cerebro del crimen que acabó con la periodista Daphne Caruana.   

## Trayectoria
Robert Abela es hijo del también político que fuera líder laborista y actual presidente emérito de Malta, George Abela ente 2009 y 2014.
Estudió derecho en la Universidad de Malta. Se licenció en 1999 y obtuvo un diploma de Notario Público en el 2000.  
En 2002 empezó a trabajar en la oficina legal de su padre especializándose en empleo y derecho de familia. En 2008 apoyó la campaña de su padre como líder del Partido Laborista. 
Ha sido socio gerente de Abela Abogados. Se incorporó a la política activa a los 40 años, en junio de 2017 cuando fue elegido miembro del miembro del Parlamento de Malta por el distrito sexto que incluye Siggiewi, Luqa y Qormi . 

### Líder del Partido Laborista y primer ministro
Abela anunció que se postularía como el líder del Partido Laborista  a principios de 2020. Se impuso al candidato que inicialmente parecía favorito, el vice primer ministro Chris Dearne con el 57,9 por ciento de los votos de las personas afiliadas al partido. Votaron el 92,5 por ciento de los afiliados y Abela obtuvo 9.342 votos respecto a los 6.798 de su adversario, Chris Fearne.

## Vida personal
Está casado con Lydia Abela también abogada y con quien trabajaba en el bufete Abela.